# Sköldinge socken
Sköldinge socken i Södermanland ingick i Oppunda härad, ingår sedan 1971 i Katrineholms kommun och motsvarar från 2016 Sköldinge distrikt.
Socknens areal är 88,56 kvadratkilometer, varav 80,66 land. År 2000 fanns här 3 111 invånare.  Två tätorter, Valla, som tidigare var municipalsamhälle, och Sköldinge, samt Sköldingeby med sockenkyrkan Sköldinge kyrka ligger i socknen, och här låg också Kantorps gruva.

## Administrativ historik
Sköldinge socken har medeltida ursprung.  
Vid kommunreformen 1862 övergick socknens ansvar för de kyrkliga frågorna till Sköldinge församling och för de borgerliga frågorna till Sköldinge landskommun. Landskommunen inkorporerade 1952 Lerbo landskommun och uppgick 1971 i Katrineholms kommun. Församlingen uppgick 2010 i Katrineholmsbygdens församling. I tätorten Valla finns också Valla kyrka, Södermanland byggd 1962.
1 januari 2016 inrättades distriktet Sköldinge, med samma omfattning som församlingen hade 1999/2000.  
Socknen har tillhört län, fögderier, tingslag och domsagor enligt vad som beskrivs i artikeln Oppunda härad.  De indelta soldaterna tillhörde Södermanlands regemente, Oppundas kompani och Livregementets grenadjärkår Södermanlands kompani.

## Geografi

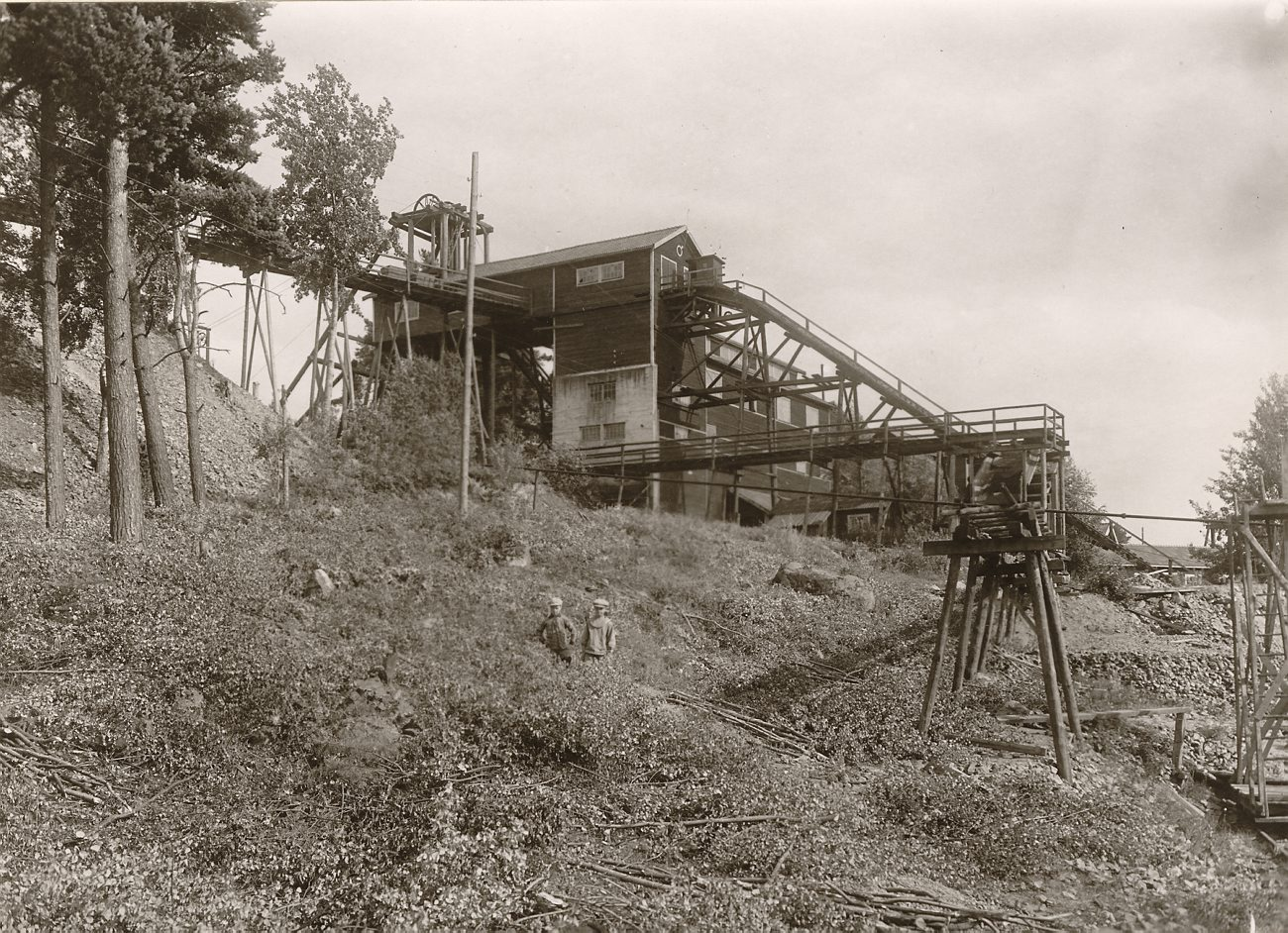
Kantorps gruva, 1926.

Sköldinge socken ligger öster om Katrineholm med sjöarna Valdemaren och Harpsundsjön i norr och Vecklen Elvestasjön och Sköldingeån i söder. Socknen är sjörik med öppen slättbygd i söder och berglänt i norr.

## Fornlämningar
Från bronsåldern finns spridda gravrösen. Från järnåldern finns 37 gravfält. Fyra fornborgar och fyra runristningar har påträffats.

## Namnet
Namnet (1314 Skioldunge) kommer från kyrkbyn och innehåller efterleden inbyggarbeteckningen Unge/inge. Förleden sköld, 'terrängavsats' syftar på sköldliknande höjd invid kyrkbyn.
Förr även Skyllinge socken.